# Alisotrichia arizonica
Alisotrichia arizonica is een schietmot uit de familie Hydroptilidae. De soort komt voor in het Nearctisch gebied.